# 勞光泰
勞光泰（？—？），字靜葊，清朝政治人物。廣東南海縣人。
嘉慶二十五年（1820年）庚辰科進士。道光十四年（1834年）任湖北蒲圻縣（今屬湖北省赤壁市）知縣。任內纂修《蒲圻縣志》。